# Кашина Берета (Милано)
Кашина Берета је насеље у Италији у округу Милано, региону Ломбардија.
Према процени из 2011. у насељу је живело 32 становника. Насеље се налази на надморској висини од 142 м.